# Cirrhophanus dyari
Cirrhophanus dyari là một loài bướm đêm trong họ Noctuidae.